# Mureybet

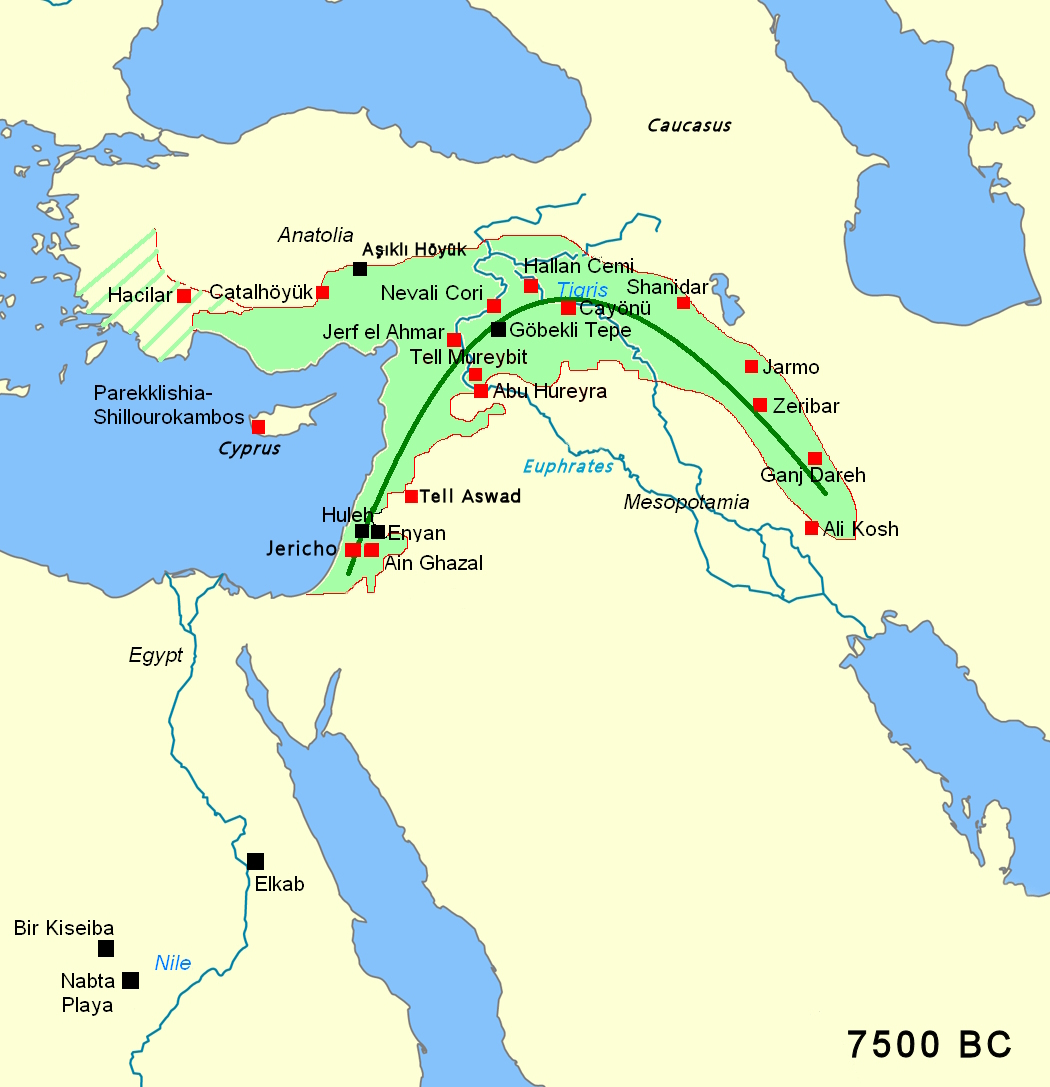
Zona del Creciente Fértil, hacia 7500 a. C., con los principales yacimientos del Neolítico precerámico. Sólo el noroeste y el norte de Mesopotamia estaban ocupados, mientras que el centro y el sur de Mesopotamia, con lluvias naturales insuficientes, aún no habían sido colonizados por el hombre.

Tell Mureybet (también Mureybat) es un yacimiento arqueológico del Valle Medio del Éufrates, en Siria, uno de los que registran cambios en las formas de vida de los hombres que conducirían al Neolítico, como los pasos iniciales de la agricultura. 

## Cronología

Mureybet se sitúa en el extremo norte del área de la cultura natufiense (12.000 a 9.500 a. C.), no lejos de Tell Abu Hureyra.

Se han detectado ocupaciones desde el XII milenio a. C. hasta el VIII milenio a. C. La primera investigación arqueológica del yacimiento se llevó a cabo en 1964. En ese año, se tomó nota del yacimiento durante una prospección arqueológica de la región dirigida por Maurits N. van Loon, del Instituto Oriental de la Universidad de Chicago, y se realizó un pequeño sondeo.
Las excavaciones efectuadas en 1971 por Jacques Cauvin pusieron al descubierto un poblado de casas circulares de seis metros de diámetro, con muros en el interior y techos planos, hechas de ladrillo o bloques calcáreos unidos por mortero de arcilla. Los trabajos fueron interrumpidos en 1993 con la creación de un embalse en el río Éufrates, lo que formó un lago artificial llamado Buhayrat al Asad.
En su fase plena, el poblado llegó a alcanzar casi las tres hectáreas, compuesto por grandes casas ya rectangulares. En el principio el almacenamiento de las provisiones se efectuaba en el interior de las casas, pero posteriormente se trasladaría a silos situados en el exterior de ellas.
El instrumental hallado (azuelas talladas, hachas pulimentadas, hojas de hoz e instrumentos de molienda) junto con el aumento detectado de roedores apunta al desarrollo de la agricultura, propio del Neolítico.
En el progreso de la economía se percibe la presencia en la fase Natufiense final gran abundancia de correhuela de los caminos (Polygonum), mientras que más adelante se constata la presencia del trigo (Triticum boeoticum) de morfología silvestre, así como polenes de cereal, restos de cebada, etc. Como en otros yacimientos cercanos a grandes extensiones de agua, las aves migratorias, particularmente las palmípedas, se manifiestan como una excelente fuente de aporte cárnico.
El yacimiento está compuesto de cuatro niveles arqueológicos numerados con guarismos romanos: Mureybet I (Natufiense final), Mureybet II (Khiamiense. En él se hallaron figurillas femeninas de piedra caliza. Parece documentado el culto al toro), Mureybet III y Mureybet IV.